# Hotel Chicago (Pražské Předměstí)
Hotel Chicago byl hostinec i hotel na Pražském Předměstí u Hradce Králové, který se nacházel v Nerudově ulici čp. 186 a 151.

## Historie
Roku 1898 byl otevřen u cesty do Farářství nový hostinec U města Chicaga, podle něhož byla
pojmenována i celá čtvrť zde vznikající z malých obytných domků. Jméno dostal hostinec cizí - americké, jak tehdy po návštěvě amerických Čechů stalo se zvykem.
V roce 1902 byla přistavěna k hostinci nová budova s hostinskými místnostmi a zařízena při ní zahrada s verandou. Pěkně vypravená restaurace, mnohdy nazývaná hotelem, se stala střediskem zábav, útulkem spolků a ohniskem vzdělávací činnosti Pražského Předměstí na dlouhá léta.
Roku 1912 se v hostinci konala velká schůze pražskopředměstských poplatníků, na níž bylo jednáno o založení spořitelny v Pražském Předměstí, z jejíhož čistého zisku by se provedla kanalizace, vodovod, dláždění ulic i silnic apod. Během jednání se však ukázalo, že obec nemůže poskytnout garanci, od níž závisí povolení spořitelny a že si tudíž Pražské Předměstí musí hledat jiný peněžní ústav.
Hostinec zakoupil otec pozdějšího majitele Jaroslava Busty, který původně vlastnil malý hostinec u nádraží v Rosicích u Pardubic. Ten za nějaký čas prodal a přestěhoval se na Pražské Předměstí. Ze 70 % si na koupi hostince Chicago musel vzít hypoteční úvěr. 1. dubna 1910 otevřel hostinec tedy ve vlastní režii, přičemž ho předtím navíc moderně zařídil.
V hostinci se prodávalo především pivo z Kolínského zámeckého pivovaru, vařilo se nepravidelně. Oblíbenost lokálu se projevila i tím, že Jaroslav Busta vstoupil do politiky, a to velice úspěšně, protože se za národní socialisty nejdříve stal městským zastupitelem, poté radním a nakonec náměstkem starosty. Během 1. světové války byl majitel hostince na frontě a o veškerý jeho provoz se starala jeho manželka. Místnosti hostince byly tehdy použity k vzdělávacímu účelu, protože tu učily 2 učitelky - německá a polská, jež měly na starosti výuku dětí haličských uprchlíků, především židovských a polských. Byla zde však provozována i koncesovaná živnost, protože tu byl vyráběn jemný žaludeční likér ATSUB, který pomáhal léčit nemoci žaludku, střevní nemoci, nechutenství a špatné trávení.
Po vzniku ČSR se v místnostech Chicaga scházeli zejm. místní národní socialisté a jejich mládežnická organizace, ale své místo zde měly i další spolky (TJ Sokol Pražské Předměstí). 13. a 14. července 1929 proběhly v Chicagu jubilejní slavnosti 30letého trvání odbočky Jednoty zaměstnanců čs. drah. 19. října 1931 se v restauraci ustavilo rodičovské sdružení při obecných školách v Pražském Předměstí.
Roku 1931 se v důsledku hospodářské krize zhoršily finanční poměry manželů Bustových natolik, že si museli vypůjčit 50 000 Kčs u Spořitelny. 6. června 1933 navíc zemřel vlastník hostince a živnost tak musel převzít studující Jaroslav Busta ml. se svojí matkou. 19. listopadu 1939 byl v hostinci uspořádán nábor chlapců a dívek od 15 do 17 let do Mládeže Národního souručenství.
V roce 1951 byl hostinec uzavřen a vyvlastněn Městským národním výborem v Hradci Králové. Byla zde zřízena školní jídelna a družina ZDŠ Maxima Gorkého, pozdější ZŠ Habrmanova, jež se zde nachází dosud.